# Brachyunguis harmalae
Brachyunguis harmalae är en insektsart. Brachyunguis harmalae ingår i släktet Brachyunguis och familjen långrörsbladlöss. Inga underarter finns listade i Catalogue of Life.